# Miguel Alcántara
Miguel Alcántara Barbadillo o Miguel Valcárcel Barbadillo (7 de julio de 1924 - 23 de septiembre de 1986) es un personaje de ficción de la serie española Cuéntame, interpretado por el actor Juan Echanove.
Si bien la última aparición de Miguel adulto fue en el capítulo 328 "El rayo verde", en el capítulo 329 "Por ti contaría la arena del mar" aparecían flashback de la infancia de este y su hermano Antonio en Sagrillas. Miguel niño fue interpretado por el niño-actor Diego Sáez.

## Orígenes
Miguel nace en julio de 1924 en Sagrillas (Albacete). Hasta la temporada 14, es hijo de Eusebio Alcántara y Purificación Barbadillo. Tuvo 4 hermanos más, de los cuales 3 fallecieron durante la guerra y la posguerra, y le queda uno, su hermano pequeño Antonio.

En la 14.ª temporada se cambia su origen, y se cuenta que su madre se casó con Eusebio en febrero de 1924 embarazada de 4 meses de don Mauro Valcárcel.

## Francia
Miguel, como tantos otros jóvenes españoles de la época, tuvo que emigrar al extranjero para encontrar trabajo. De esta forma, a finales de los 40 o principios de los 50, emigra a Francia, más concretamente al departamento de Essonne, en el extrarradio de París. Allí encontró trabajo en una fábrica de Citroën, donde trabajaba como palista. Se casó en 1950, con una mujer francesa 14 años mayor que él, Marie Chantal, con la que estuvo 26 años casado y con la qué tuvo una hija, Françoise. 
En agosto de 1968, Miguel y su familia visitan España por primera vez en muchos años. Él presume en el barrio de lo bien que le van las cosas en el país galo, pero se sincera con su hermano Antonio al tener un problema con el coche, que según el propio Miguel era una castaña. En esta visita, también le confiesa a su hermano que las cosas no marchan bien en su matrimonio. 
En las Navidades de 1968, Miguel vuelve a Madrid por sorpresa, ya que se había separado temporalmente de su mujer, y estaba manteniendo una relación secreta con una mujer llamada Esperanza.
Más adelante, vuelve a París y se reconciliará con Marie Chantal, hasta que se separa definitivamente de ella, 5 años después, en 1973 y divorciándose en 1976.

## Retorno a España
A principios de diciembre de 1973 se separa de su mujer y vuelve a España. El motivo de su visita, sin embargo, era entregar un maletín que contenía el suficiente dinero como para liberar al anarquista catalán, Salvador Puig Antic, último ejecutado de la dictadura franquista. 
El millón y medio de pesetas había sido recolectado por militantes comunistas franceses. Un par de amigos españoles, esperando a su llegada, se asustaron al ver a Merche y Antonio llegando a la estación, pese a que Miguel les había dicho que no fuesen, y se marcharon. Finalmente, aunque demasiado tarde, entregan el maletín con el dinero a la policía, que se lo agencia.
Dos semanas después, es testigo de la muerte del almirante Carrero Blanco.
En 1975, compra un taxi a medias con su socio y mecánico del barrio, Ramón. 
En agosto de 1976, se casa con Paquita, estando Paquita embarazada de 6 meses, siendo padre en noviembre del mismo año, de Diana. 
En junio de 1977, Paquita da a luz a dos niñas: Victoria y Dolores, convirtiéndose, Miguel en padre de familia numerosa. 
En 1978, Miguel sigue con el Bistró París - Nalón y el taxi. 
En 1979, Paquita sufre una crisis personal y viaja al pueblo, coincidiendo, con qué su padre estaba enfermo. En esa misma época, Miguel conoce a Rocío, por el Negocio, Estandartes y Banderas. Con Rocío mantiene una relación extramarital, enterándose Paquita meses después. 
En 1980, Paquita rompe con Miguel, volviendo con él en enero de 1981. 
En 1981, Miguel y Paquita intentan recomponer su matrimonio, pero la sombra de Rocío es muy alargada y termina apareciendo de nuevo en la vida de Miguel, lo que provocaría la ruptura del matrimonio, entre 1981 a 1984. 
En 1982 se queda solo frente con el Bistró, porqué Paquita abandona San Genaro y se traslada a vivir con su hermano Antonio, que estaba separado de Mercedes.
En 1983, Paquita regresa a San Genaro, iniciando un noviazgo con Pepe, camarero del bar y Miguel hace lo propio con Nieves que también regresó al barrio, después de 10 años, al mismo tiempo que Paquita.
En 1984, Miguel continúa su relación con Nieves, aunque al final de temporada (capítulo 309) vuelve con Paquita.
En 1985, vuelve con Paquita (se dieron una segunda oportunidad en el capítulo n.º 309). Ambos en esa temporada heredaron del padre de Paquita, Anselmo una cuantiosa fortuna dejando el Bistró en manos de Olga (viuda) de Anselmo.
A finales de julio de ese mismo año, los Alcántara viajan a Benidorm, 16 años después, de la última vez que pisaron la ciudad, permaneciendo en los capítulos 319 y 320. 
El 22 de septiembre de 1986, su hija Diana es secuestrada en Madrid, por El Rana, Martín y el Ñeño, pidiendo estos un rescate de 100 millones de pesetas para finalmente bajar a 50, para dejar en libertad a la pequeña. Miguel al enterarse de la situación sufre un desmayo.
En el capítulo n.º 328, Miguel se entera de quienes han sido los secuestradores de su hija.
Estando en el campo, cerca de Saelices, donde se produce el intercambio con los secuestradores de Diana, sufre un infarto fulminante, falleciendo así en la tarde del 23 de septiembre de 1986, a los 62 años.

## Segundo matrimonio
Se casa con Paquita en julio de 1976 y con ella tiene 3 hijas la primera María Diana, que nace en otoño de 1976, y posteriormente nacen dos hijas más, que son gemelas.
En 1981, después de conocer a Rocío, una sevillana con la que hacía negocios de aceite, decide separase de Paquita e irse a vivir con la andaluza a Sevilla. Al poco, durante la noche del Golpe de Estado del 23-F, se hace con una Offset de la imprenta de su hermano y elabora, de manera tradicional y artesana, cientos de pasquines a favor de la libertad y en contra del Golpe, de Franco y del fascismo.
Su matrimonio con Paquita se tambalea a mediados de 1981 debido a la relación con Rocío y que al mismo tiempo Paquita conoce y tiene una aventura con un parapsicólogo llamado Asier, quien vino al Barrio de San Genaro a investigar el fenómeno de la aparición de unas lágrimas de sangre en la imagen de Santa Rita de la parroquia del barrio.  Por esto y sus constantes discusiones y mutuos reproches se divorcian en 1982.  Debido a esto, al tratar Paquita de matricular a las niñas en un prestigioso Colegio Católico, al mostrar el libro de familia en la entrevista a la que ambos asisten, la monja encargada de admisiones les informa que por estar divorciados no ve posibilidad alguna en el ingreso de las niñas al colegio.  Miguel, que prefería una educación laica para sus hijas, al final se siente frustrado pues considera injusto que penalicen a sus hijas por algo que no es culpa de ellas y les nieguen la posibilidad de negarse o aceptar ir a ese colegio.
En noviembre de 1984, Miguel y Paquita se dan una segunda oportunidad, retomando así su matrimonio.

## Negocios
Además del taxi que tiene a medias con Ramón y el bistró París-Nalón, que inauguró con Paquita en 1976,  Miguel se asocia con su hermano Antonio en el negocio de Estandartes y Banderas que fundan en 1979. Proponen como medio para paliar la crisis económica y el paro de la época crear esta cooperativa con los vecinos de San Genaro (aunque de todos el único que se asocia a la cooperativa es Desi), quienes toman la iniciativa con escepticismo y rechazo.  
Apoya y sufre reveses en el negocio del aceite de oliva que Rocío les propuso tras la crisis del aceite de colza, pues los vecinos le culpan de ser, junto a su hermano y socio Antonio, los responsables de algunos envenenamientos que suceden en el barrio.  El problema se agrava cuando una noche aparece ardiendo el taxi (un Renault 12) y Ramón le reprocha que por su culpa han perdido el vehículo y se enzarzan en una pelea y Antonio tiene que separarlos para que no se hagan daño (más tarde compró un Renault 18).  Tras esto Antonio decide anunciar los resultados de los análisis que mandó hacer del aceite y se revela que el mismo no es el responsable de la enfermedad en el barrio.
En esa temporada descubrió que era hijo de Mauro y que Herminia lo sabía pero nunca lo dijo, hasta que tuvo que contarlo todo.
En 1982, le vemos envuelto en el negocio del vino que ha montado Antonio en Sagrillas, además de sus otros negocios, tras la disolución de la sociedad entre Antonio y Rodolfo Miravete (El Bragazas).  Viaja con su hermano y Maurín a París para presentar el vino en una exposición que el Gobierno español organizó y allí se reencuentra con su exmujer Marie Chantal y rememoran el pasado. Como resultado de la división de bienes al divorciarse de Paquita, termina de empleado de ésta en el bistró.
- Datos: Q6013822